# Paroisse de Vermilion
Pour les articles homonymes, voir Comté de Vermilion.
La paroisse de Vermillion (anglais : Vermilion Parish) est située dans l'État américain de la Louisiane. Son siège est à Abbeville. Selon le recensement de 2010, sa population est de 57 999 habitants. Elle est une des 22 paroisses de la région officielle de l'Acadiane. 

## Géographie
La paroisse a une superficie de 3 040 km2 de terres émergées et 944 km2 d'étendues d’eau. Elle est enclavée entre la paroisse de l'Acadie au nord, la paroisse de Lafayette au nord-est, la paroisse de l'Ibérie à l’est, la paroisse de Cameron à l'ouest et la paroisse de Jefferson Davis au nord-ouest. Le golfe du Mexique est au sud.

### Municipalités
La paroisse est divisée en huit villes et villages : Abbeville, Delcambre, Erath, Gueydan, Kaplan, Maurice, Perry et Indian Bayou.

## Démographie
| Groupe            | Paroisse de Vermilion | Louisiane | États-Unis |
| ----------------- | --------------------- | --------- | ---------- |
| Blancs            | 80,9                  | 62,6      | 72,4       |
| Afro-Américains   | 14,3                  | 32,0      | 12,6       |
| Asiatiques        | 2,0                   | 1,6       | 4,8        |
| Métis             | 1,4                   | 1,6       | 2,9        |
| Autres            | 1,1                   | 1,6       | 6,4        |
| Amérindiens       | 0,4                   | 0,7       | 0,9        |
| Total             | 100                   | 100       | 100        |
|                   |                       |           |            |
| Latino-Américains | 2,4                   | 37,6      | 16,7       |

Selon l'American Community Survey, en 2010, 77,35 % de la population âgée de plus de 5 ans déclare parler l'anglais à la maison, 18,41 % le français, 2,05 % l'espagnol, 1,71 % le vietnamien et 0,48 % une autre langue.